# 221年
| 千纪： | 1千纪                                                                                           |
| 世纪： | 2世纪 \| 3世纪 \| 4世纪                                                                         |
| 年代： | 190年代 \| 200年代 \| 210年代 \| 220年代 \| 230年代 \| 240年代 \| 250年代                       |
| 年份： | 216年 \| 217年 \| 218年 \| 219年 \| 220年 \| 221年 \| 222年 \| 223年 \| 224年 \| 225年 \| 226年 |
| 纪年： | 辛丑年（牛年）；曹魏黄初二年；蜀汉建安二十六年、章武元年；孫吳建安二十六年                      |

## 大事记
- 中国
  - 刘备在四川成都称帝，建立了蜀汉。
  - 夷陵之戰：劉備以替關羽報仇為名，揮兵東吳。

## 各国领袖

### 亞洲
- 中國(三国)
  - 蜀漢皇帝：漢昭烈帝刘备（221年－223年）
  - 曹魏皇帝：魏文帝曹丕（220年－226年）
  - 独立势力：吴侯孙权
- 日本- 神功皇后（攝政，200年－270年）
- 泰米尔哲罗王朝 - Yanaikat-sey Mantaran Cheral（201年－241年）
- 亚美尼亚- 霍斯羅夫一世, 亚美尼亚王 (197年-238年)
- 朝鲜半岛 (朝鲜三国)
  - 百济 - 仇首王, 百济王 (214年-234年)
  - 伽耶 - 居登王, 伽耶君主 (199年-259年)
  - 高句丽 - 山上王, 高句丽王 (197年–227年)
  - 新罗 - 奈解尼師今, 新罗王 (196年–230年)
- 伊比利亚 - Vache, 伊比利亚国王 (216年－234年)
- 贵霜帝国 - 波調, 贵霜君主 (c.191年－225年)
- 安息帝国 - 
  - 沃洛吉斯六世, 安息国王 (c.208年－228年)
  - 阿尔达班四世, 安息国王 (c.216年－224年)
- 拓跋部 - 拓跋力微, 鲜卑大人(219年－277年)

### 欧洲
- 罗马帝国（塞维鲁王朝）- 埃拉伽巴路斯（218年－222年）

### 非洲
- 库施王朝 - Aryesbokhe国王，（215年－225年）

## 出生
- 羊祜，西晉重要將領（278年逝世）57岁

## 逝世
- 张飞，蜀漢的著名将领。
- 習珍，蜀漢邵陵太守。
- 于禁，曹魏的武將。